# オーロフ1世 (デンマーク王)

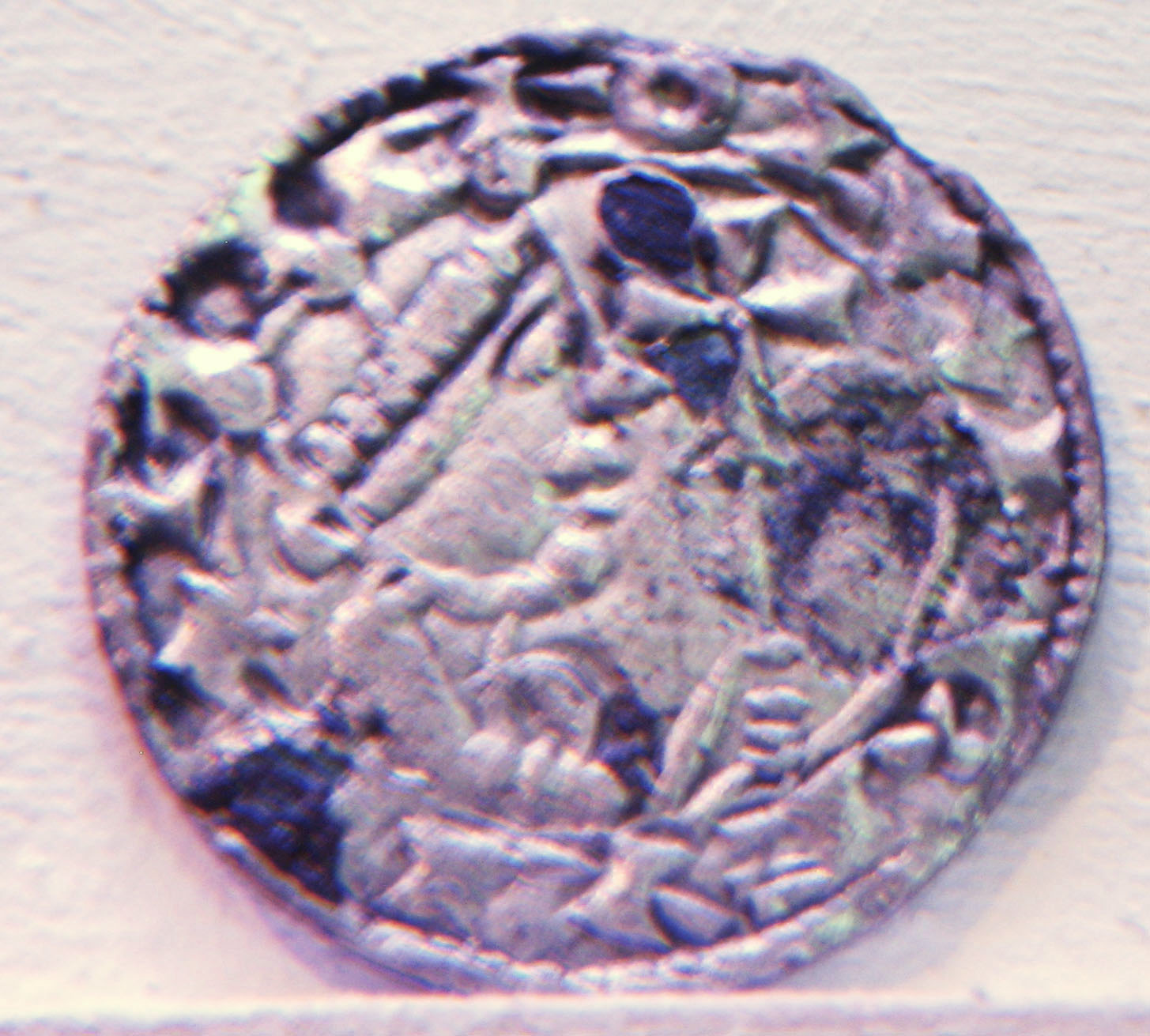
オーロフ1世が刻まれたコイン

オーロフ1世（デンマーク語：Oluf 1., 1050年ごろ - 1095年8月18日）またはオーロフ飢餓王（Oluf Hunger）は、デンマーク王（在位：1086年 - 1095年）。兄クヌーズ4世の跡を継いで王位についた。デンマーク王スヴェン2世の息子。ノルウェー王ハーラル3世の娘インゲゲルドと結婚したが、2人の間に息子は生まれず、弟エーリク1世が王位を継承した。

## 生涯

### 生い立ち
オーロフはデンマーク王スヴェン2世と名前不詳の愛妾との間に1050年ごろに生まれた。兄クヌーズ4世の治世下において、オーロフはシュレースヴィヒ公であったとみられる。1085年、オーロフはイングランドに対する遠征に加わった。しかしクヌーズ4世は足止めを食っており遠征に加わることができす、艦隊はクヌーズ4世を待つことに疲弊していたため、オーロフが艦隊の懸念の代弁者となった。クヌーズ4世はオーロフに対する貴族らの支持を恐れていたが、一方でオーロフは王位継承に関するクヌーズ4世の野望に不安を抱き、クヌーズの息子カールを潜在的なライバルと見なした。クヌーズ4世は問題を引き起こしたとしてオーロフを非難し、オーロフは弟のエーリク（後のデンマーク王エーリク1世）により鎖につながれた。オーロフはフランドルに追放され、フランドル伯ロベール1世の監視下に置かれた。

### デンマーク王として
クヌーズ4世は北ユトランドでの反乱の後、1086年7月にオーゼンセの聖アルバン修道院で殺害された。オーロフはまだフランドルにいたが、ヴィボーで開かれた議会においてデンマーク王位の継承を宣言された。オーロフがデンマークに戻れるようにするため、オーロフと弟のニルス（後のデンマーク王ニルス）を交換する取り決めがなされた。オーロフが戻ると、エーリクはスコーネに逃亡した。こうしてオーロフはデンマーク王位についた3人目のスヴェン2世の息子となった。
オーロフの治世は、数年間連続して不作と飢饉に悩まされた。アーリル・ヴィトウェルトの『デンマーク王国年代記』によると、春は非常に乾燥し野原は焼け焦げたように見え、秋になると雨が頻繁に降ったので、水の上に出た穀物を切り落とすため人々は木片の上に乗り漂ったという。人々の飢えは非常に厳しくなり、根を求めて大地を掘った。金持ちはやせ細り、貧乏人は餓死した。病気と飢餓があらゆる人々を襲った。クヌーズ4世の列聖を受けるため、人々はクヌーズ4世の素晴らしさを誇張する目的で早くからオーロフに「飢餓王」というあだ名をつけた。当時、飢饉はクヌーズ4世の殺害に対する神の罰として神によってなされたといわれた。年代記作者のサクソ・グラマティクスは、この飢餓を完全にデンマークにおける出来事であったとしたが、後に当時のヨーロッパ全体で起きた出来事であると説明されるようになった。
オーロフはデンマークと教皇によるグレゴリウス改革との関係を断ち切ったとみられ、代わりにラヴェンナの対立教皇クレメンス3世を支持した。オーロフの治世下において、クヌーズ4世が定めた法律の一部が廃止され、聖職者と王家の権力は有力貴族らのために後退した。スキャルム・ヴィーゼは弟の死の仇を討つ目的でヴェンド人に対し遠征を行おうとし、オーロフの支援を求めたが、オーロフはスキャルム・ヴィーゼを助けられるだけの力を集めることができなかった。有力貴族らは教会組織にもより深く関与するようになり、1089年にユトランドの有力貴族アッセル・スヴェンセンがオーロフによりルンド大司教に任ぜられた。

### 死
オーロフは1095年8月18日に不可解な状況で死去した。オーロフが自殺したか、不運な人々の犠牲になったのではないかとも推測されている。サクソ・グラマティクスは「彼は喜んでその不運な土地を失うことに身を任せ、その（責任の）すべてが彼の頭だけに落ちることを請い願った。それで彼は同胞のために彼の命を捧げた」と記している。デンマーク王位は弟エーリク1世が継承した。